# Haemulon parra
Haemulon parra es una especie de peces de la familia Haemulidae en el orden de los Perciformes.

## Morfología
• Los machos pueden llegar alcanzar los 41,2 cm de longitud total.

## Distribución geográfica
Se encuentra desde las Bahamas, Florida y el norte del Golfo de México hasta el Brasil.